# تامرزوقت (تامدا نومرسيد)
تامرزوقت هي إحدى مشيخات المملكة المغربية، تتبع جغرافيا لإقليم أزيلال وإداريًا لتامدا نومرسيد. يقدر عدد سكانها بـ 1428 نسمة حسب الإحصاء الرسمي للسكان والسكنى لسنة 2004.